# 海娥底潛魚
海娥底潛魚為輻鰭魚綱鼬魚目鼬魚亞目隱魚科的其中一種，分布於西南太平洋的紐西蘭海域，棲息深度117-239公尺，體長可達20公分，為深海底棲性魚類，屬肉食性，罕見。

## 擴展閱讀
維基物種上的相關：海娥底潛魚